# Lễ hội Cúng bản
Lễ hội cúng bản là một lễ hội của đồng bào dân tộc Cống, tỉnh Điện Biên. Đây là lễ cầu mùa màng tốt tươi, côn trùng và chim chóc không phá hoại mùa màng.

## Thời gian
Hàng năm, cứ vào mùa tháng 3 âm lịch.

## Phần lễ hội
Vào ngày lễ, các ngả đường vào bản đều dựng cổng, cắm dấu hiệu kiêng kị không ai được vào bản. Sau đó từng gia đình làm lễ cúng trên nương, các bản đều tổ chức lễ cúng bản trước vụ gieo hạt. 